# Lis
Lis er et pigenavn, der er en kortform af Elisabeth. Navnet forekommer også i formerne Liss og Liz, og omkring 18.500 danskere bærer et af disse navne ifølge Danmarks Statistik.

## Kendte personer med navnet
- Lis Adelvard, dansk skuespiller.
- Lis Groes, dansk folketingsmedlem og minister.
- Lis Hartel, dansk rytter.
- Lis Løwert, dansk skuespiller.
- Liz Mitchell, jamaicansk sanger i Boney M.
- Lis Møller, dansk journalist og politiker.
- Lis Smed, dansk skuespiller.
- Lis Sørensen, dansk sanger og musiker.

## Navnet anvendt i fiktion
- Liz Imbrie er en person i filmen Natten før brylluppet. Hun spilles af Ruth Hussey.
- Liz er en figur i filmen High Fidelity. Hun spilles af Joan Cusack.